# Choerotricha biflava
Choerotricha biflava är en fjärilsart som beskrevs av Holloway 1976. Choerotricha biflava ingår i släktet Choerotricha och familjen tofsspinnare. Inga underarter finns listade i Catalogue of Life.